# Campeonato Mundial de Patinaje de Velocidad sobre Hielo en Distancia Individual de 2021
El XXI Campeonato Mundial de Patinaje de Velocidad sobre Hielo en Distancia Individual se celebró en Heerenveen (Países Bajos) entre el 11 y el 14 de febrero de 2021 bajo la organización de la Unión Internacional de Patinaje sobre Hielo (ISU) y la Federación Neerlandesa de Patinaje sobre Hielo.
Las competiciones se realizaron en el estadio Thialf de la ciudad neerlandesa.

## Medallistas

### Masculino
| Evento                          | Oro                                                                     | Plata                                                              | Bronce                                                                |
| ------------------------------- | ----------------------------------------------------------------------- | ------------------------------------------------------------------ | --------------------------------------------------------------------- |
| 500 m (12.02)                   | Laurent Dubreuil · Canadá · 34,398 s                                    | Pavel Kulizhnikov · RSU · 34,540 s                                 | Dai Dai N'tab · Países Bajos · 34,628 s                               |
| 1000 m (13.02)                  | Kai Verbij · Países Bajos · 1:08,052                                    | Pavel Kulizhnikov · RSU · 1:08,313                                 | Laurent Dubreuil · Canadá · 1:08,569                                  |
| 1500 m (14.02)                  | Thomas Krol · Países Bajos · 1:43,752                                   | Kjeld Nuis · Países Bajos · 1:44,110                               | Patrick Roest · Países Bajos · 1:45,493                               |
| 5000 m (11.02)                  | Nils van der Poel · Suecia · 6:08,395                                   | Patrick Roest · Países Bajos · 6:10,050                            | Serguei Trofimov · RSU · 6:13,020                                     |
| 10 000 m (14.02)                | Nils van der Poel · Suecia · 12:32,952 RM                               | Jorrit Bergsma · Países Bajos · 12:45,868                          | Alexandr Rumiantsev · RSU · 12:54,746                                 |
| Persecución por equipos (12.02) | Países Bajos · Patrick Roest · Marcel Bosker · Beau Snellink · 3:41,429 | Canadá · Ted-Jan Bloemen · Jordan Belchos · Connor Howe · 3:41,711 | RSU · Danila Semerikov · Serguei Trofimov · Ruslan Zajarov · 3:42,662 |
| Salida en grupo (13.02)         | Joey Mantia Estados Unidos 7:32,470                                     | Arjan Stroetinga · Países Bajos · 7:32,770                         | Bart Swings · Bélgica · 7:32,830                                      |

### Femenino
| Evento                          | Oro                                                                        | Plata                                                                     | Bronce                                                                         |
| ------------------------------- | -------------------------------------------------------------------------- | ------------------------------------------------------------------------- | ------------------------------------------------------------------------------ |
| 500 m (12.02)                   | Anguelina Golikova · RSU · 37,141 s                                        | Femke Kok · Países Bajos · 37,281 s                                       | Olga Fatkulina · RSU · 37,455 s                                                |
| 1000 m (13.02)                  | Brittany Bowe Estados Unidos 1:14,128                                      | Jutta Leerdam · Países Bajos · 1:14,672                                   | Yelizaveta Golubeva · RSU · 1:14,848                                           |
| 1500 m (14.02)                  | Ragne Wiklund · Noruega · 1:54,613                                         | Brittany Bowe Estados Unidos 1:55,034                                     | Yevgueniya Lalenkova · RSU · 1:55,099                                          |
| 3000 m (11.02)                  | Antoinette de Jong · Países Bajos · 3:28,470                               | Martina Sáblíková · República Checa · 3:58,597                            | Irene Schouten · Países Bajos · 3:59,757                                       |
| 5000 m (14.02)                  | Irene Schouten · Países Bajos · 6:48,537                                   | Natalia Voronina · RSU · 6:50,997                                         | Carlijn Achtereekte · Países Bajos · 6:52,220                                  |
| Persecución por equipos (12.02) | Países Bajos · Ireen Wüst · Irene Schouten · Antoinette de Jong · 2:55,795 | Canadá · Ivanie Blondin · Isabelle Weidemann · Valérie Maltais · 2:55,973 | RSU · Yelizaveta Golubeva · Yevgueniya Lalenkova · Natalia Voronina · 2:59,358 |
| Salida en grupo (13.02)         | Marijke Groenewoud · Países Bajos · 8:43,150                               | Ivanie Blondin · Canadá · 8:43,260                                        | Irene Schouten · Países Bajos · 8:43,560                                       |

## Medallero
| Núm. | País            | Oro | Plata | Bronce | Total |
| ---- | --------------- | --- | ----- | ------ | ----- |
| 1    | Países Bajos    | 7   | 6     | 5      | 18    |
| 2    | Estados Unidos  | 2   | 1     | 0      | 3     |
| 3    | Suecia          | 2   | 0     | 0      | 2     |
| 4    | RSU             | 1   | 3     | 7      | 11    |
| 5    | Canadá          | 1   | 3     | 1      | 5     |
| 6    | Noruega         | 1   | 0     | 0      | 1     |
| 7    | República Checa | 0   | 1     | 0      | 1     |
| 8    | Bélgica         | 0   | 0     | 1      | 1     |
|      | TOTAL           | 14  | 14    | 14     | 42    |